# Apostolisch vicariaat Trinidad
Het apostolisch vicariaat Trinidad (Latijn: Vicariatus Apostolicus Trinitensis) is een rooms-katholiek apostolisch vicariaat met als zetel Trinidad, in Colombia. Het apostolisch vicariaat is vrijgesteld en valt als immediatum direct onder de Heilige Stoel, zonder te behoren tot een kerkprovincie. 

## Geschiedenis
Het apostolisch vicariaat werd opgericht op 29 oktober 1999, uit delen van het apostolisch vicariaat Casanare. 

## Parochies
Het apostolisch vicariaat had in 2020 een oppervlakte van 27.075 km2 en telde 49.130 inwoners waarvan 85,5% rooms-katholiek was.

## Apostolisch vicarissen
- Olavio López Duque (apostolisch administrator: 29 oktober 1999 - 23 oktober 2000)

- Héctor Javier Pizarro Acevedo (23 oktober 2000 - heden)

## Galerij van afbeeldingen

Wapen van het apostolisch vicariaat Trinidad